# DR P6 Beat
DR P6 Beat – duński kanał radiowy, stanowiący jedną z anten publicznego nadawcy Danmarks Radio (DR). Stacja została uruchomiona w 2011, ma charakter muzyczny i prezentuje przede wszystkim utwory zaliczane do rocka alternatywnego. Rozgłośnia dostępna jest w Danii w cyfrowym przekazie naziemnym i w sieciach kablowych, zaś na całym świecie można jej słuchać przez internet. 